# اوک لیک، منیتوبا
اوک لیک، منیتوبا (به انگلیسی: Oak Lake, Manitoba) یک شهرک در کانادا است که در منیتوبا واقع شده‌است. اوک لیک ۲٫۶۳ کیلومتر مربع مساحت و ۴۰۷ نفر جمعیت دارد.